# Tôn Thất Niệm
Tôn Thất Niệm (1 tháng 12 năm 1928 – 12 tháng 11 năm 2017) là bác sĩ và chính khách người Việt Nam, cựu Thượng nghị sĩ thời Đệ Nhị Cộng hòa và từng giữ chức Tổng trưởng Bộ Y tế Việt Nam Cộng hòa vào tháng 4 năm 1975.

## Tiểu sử

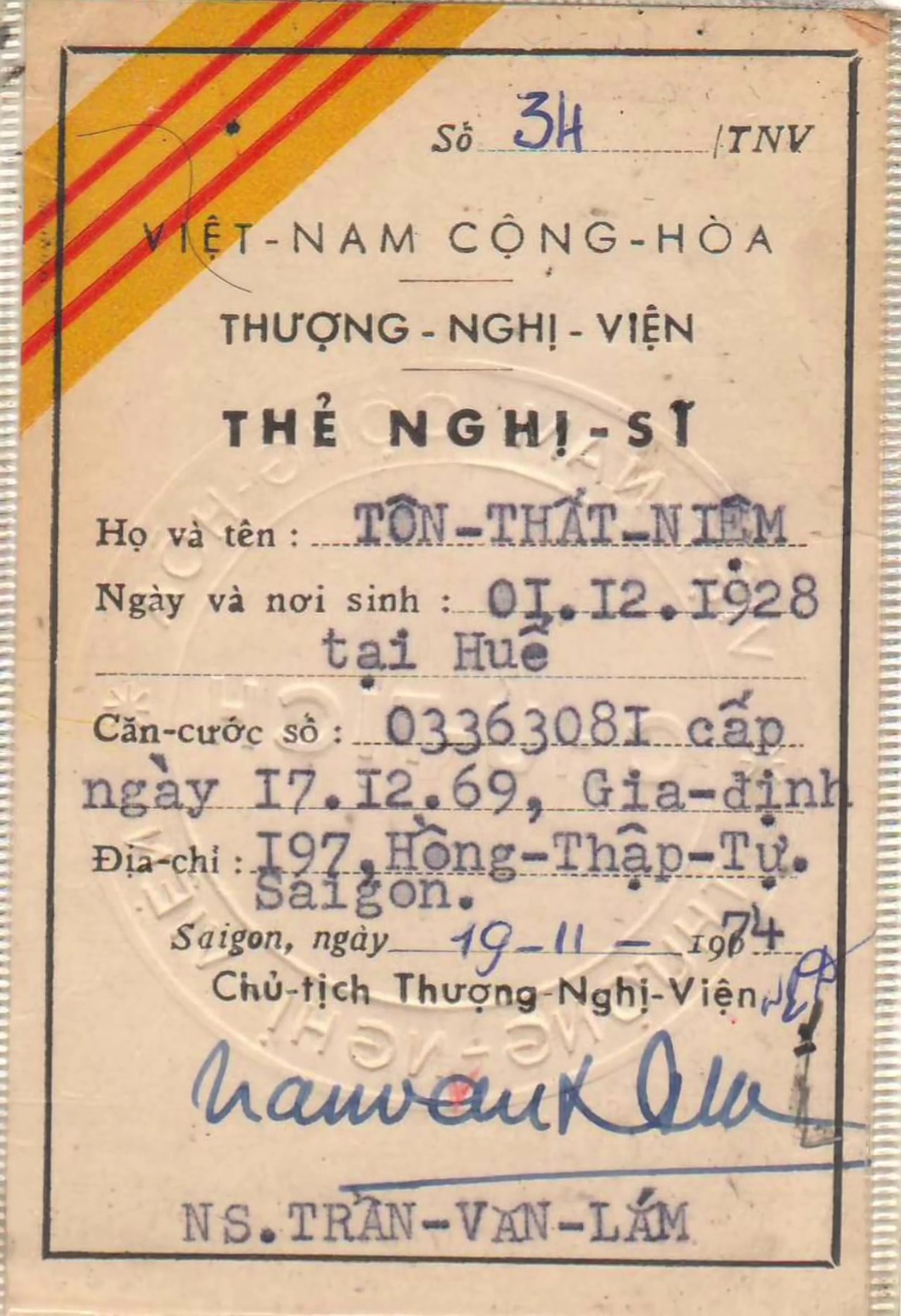
Thẻ nghị sĩ Việt Nam Cộng hòa của Thượng nghị sĩ Tôn Thất Niệm.

Tôn Thất Niệm chào đời ngày 1 tháng 12 năm 1928 ở Huế, Trung Kỳ, Liên bang Đông Dương.:588 Ông nội tên Tôn Thất Hân là một quan chức triều Nguyễn. Cha là Tôn Thất Hối được bổ nhiệm làm Công sứ đầu tiên của Việt Nam Cộng hòa tại Trung Hoa Dân Quốc, về sau không thể ra nhậm chức vì một lý do nào đó.
Năm 1958, ông làm bác sĩ điều trị tại Trường Võ bị Quốc gia Đà Lạt.:588 Năm 1961, ông giữ chức Giám đốc Bệnh viện Đa khoa Ban Mê Thuột.:588 Năm 1962, ông đảm nhận chức Giám đốc Y tế Sở Y tế tỉnh Ban Mê Thuột.:588
Ngày 5 tháng 4 năm 1975, Nguyễn Bá Cẩn nhậm chức Thủ tướng Việt Nam Cộng hòa, ông được bổ nhiệm làm Tổng trưởng Bộ Y tế trong nội các Nguyễn Bá Cẩn vào ngày 14 tháng 4. Ngày 28 tháng 4, Nguyễn Bá Cẩn từ chức sau khi Tổng thống Trần Văn Hương từ nhiệm, hai ngày sau, tân Tổng thống Dương Văn Minh tuyên bố đầu hàng khi Quân đội Bắc Việt tiến vào Dinh Độc Lập. Về sau, ông chạy thoát sang Mỹ với thân phận người tị nạn chính trị và tham gia khóa học dự bị của Ủy ban Giáo dục dành cho Sinh viên Tốt nghiệp Cao đẳng Y tế Nước ngoài (ECFMG) tại Trung tâm Khoa học Y tế Đại học Oklahoma từ tháng 9 đến tháng 12 năm đó.
Tháng 1 năm 1976, ông thi lấy chứng chỉ ECFMG và được nhận vào thực tập tại Trung tâm Khoa học Y tế Đại học Oklahoma từ tháng 7 đến tháng 6 năm sau.

## Đời tư
Tôn Thất Niệm tin theo Phật giáo, lấy pháp danh Tâm Huy, đã lập gia đình và có tất cả 4 người con.:588 Ông thông thạo tới ba thứ tiếng gồm tiếng Việt, tiếng Pháp và tiếng Anh. Ngoài ra, ông cũng thích hát hò và nổi tiếng vì hát hay.

## Vinh danh
- Đệ nhất hạng Y tế Bội tinh[2]:589
- Đệ nhất hạng Xã hội Bội tinh[2]:589
- Đệ nhất hạng Kỹ thuật Bội tinh[2]:589
- Đệ nhất hạng Chương Mỹ Bội tinh[2]:589